# 奈良県立郡山高等学校
奈良県立郡山高等学校（ならけんりつ こおりやま こうとうがっこう、英: Nara Prefectural Koriyama Senior High School）は、奈良県大和郡山市城内町に所在する県立高等学校。略称および通称は郡高（）。

## 概要
2024年（令和6年）度より、大学入学共通テストを受験する生徒が7割以上といった、生徒の進学希望や進学プロセスの状況を踏まえ、奈良県教育委員会より「進学教育重点校」の指定を受け、指導力向上に向けた教員研修の機会の創出と、中核教員が配置されている。
郡山城二の丸跡に立地している。2018年（平成30年）度末までは、郡高の校舎を「冠山学舎」、城内高の校舎を「城内学舎」として両学舎を使用していた。両学舎間の移動には、徒歩で5分ほど要した。また、桜花グラウンド・小グラウンド（冠山学舎）、第一グラウンド・第二グラウンド（城内学舎）の計4つのグラウンドがあった。
城内学舎は2018年3月に閉鎖され、以降は冠山学舎のみで教育活動を行っている。
現在、分校は存在しないが、かつて平群町に平群分校（昼間定時制）が存在した。現在では「あすのす平群」（平群町立図書館・観光文化交流館）となっており、「郡山高校平群分校記念碑」が立てられている。

### スクール・ミッション
長い伝統の中で培われた文武両道の精神を基礎に、社会に有為な人材を育成する。

### 教育目標
1. 幅広い知識と教養を身に付けるとともに自ら学ぶ意欲を培い、生涯にわたって学び続ける態度を育成する。
2. 心身を積極的に錬磨し、正しい判断力と自律的な生活態度によって、向上心を持ち主体的に取り組む態度を育成する。
3. 自他敬愛に基づく人間関係を深め、社会連帯の精神を養い、民主的で平和な社会の創造と発展に貢献しようとする意思を育成する。
4. 生命を尊び、自然を愛し、崇高なものに感動する豊かな心情を育成する。
5. 文化と伝統を重んじ、我が国と郷土を愛するとともに、国際理解を深め、新しい時代を切り開こうとする気概を育成する。

### 教育方針
教育目標を達成するため、知識理解力や思考力を更に高めて確かな学力を育成するとともに、豊かな心情や健やかな身体の育成を目指し、創造性豊かな教育実践に努める。
1. 確かな学力の定着と個性の伸長を図るとともに、社会における自らの使命を自覚させ、将来の進路目標を早期に認識させる。
2. 科学的・合理的なものの見方、考え方を身に付け、自主的学習態度と自律的生活態度を育む教育活動を進める。
3. 文武両道を奨励し、学力、体力、気力の鍛錬を通じて、集団としての行動力やコミュニケーション力を身に付けさせる。
4. 本校の歴史と伝統を重んじながら、豊かな人間性、創造性、道徳心を育む教育活動を展開する。

#### アドミッション・ポリシー
以下のような生徒を積極的に受け入れる。
1. 集団の中において自らの役割を理解し、自ら考え積極的に貢献しようとする生徒
2. 基礎的学力を身につけた上で、課題を解決できる力を伸ばそうとする意欲のある生徒
3. 部活動や学校行事などに参加し、自らの人間力を高めようとする生徒
4. 自他尊重の精神を持ち、人を大切にする意識が高い生徒[1]。

#### カリキュラム・ポリシー
新しい時代を切り開くための資質・能力を育成するために、確かな知識理解力や思考力を身につけ自ら考えることのできる確かな学力と豊かな心情や健やかな身体を育成することを目指し、以下の方針を示す。
1. 「知識・技能」「思考・判断・表現」「主体的に学習に取り組む態度」をバランスよく培い、進路実現につなげることに注力する。
2. 新しく構築した総合的な探究の時間を軸に、各教科に渡り応用力を磨く。
3. 学校行事や地域活動への参加を活発にし、集団としての行動力やコミュニケーション力を身につける。
4. 部活動を通して人間力を高める活動を大切にする[1]。

#### グラデュエーション・ポリシー
卒業までに、以下の資質・能力の育成を目指す。
1. 卒業後も向上心を絶やすことなく、自ら学び続けることができる。
2. 自分を大切にし、人を思いやり、集団の構成員としての役割を果たそうとする心情を確固とする。
3. 新しい時代を切り開こうとする気概を持ち、有為な人材として社会に積極的に参加しようとする意思を持つ[1]。

#### 校訓
校訓は、「誠実」「剛毅」「雄大」である。1913年（大正2年）に奈良県立郡山中学校（旧制）の校訓として制定された。
- 「誠実」- 何事にも真剣に取組み自らを欺かず、二心のないこと。偽らない直き心。
- 「剛毅」- 強い意志を持ち、いかなる困難にも打ち勝ち、前進すること。不屈の心。
- 「雄大」- 力強く、大きいこと。小さなことにこだわらず気宇壮大にして、ものごとを遠くひろくみつめること。大きな理想を持ち邁進すること[2]。

## 沿革

### 略歴
1876年（明治9年）創立の小学校教員養成施設「郡山師範予備校」を源流とする奈良県尋常中学校（旧制）が前身である。創立年を1893年としており、2023年（令和5年）に創立130周年を迎えた。中等教育機関として奈良県内の高等学校の中で最も古い歴史を持つ。
2004年（平成16年）に奈良県立城内高等学校（以下、城内高）を統合する際、吸収合併による存続校となり、県内の公立高等学校最大規模のマンモス校となった。

### 年表
- 1876年（明治9年）
  - 8月 - 小学校教員の養成を目的として、添下郡南郡山村三の丸邸内に「郡山師範予備校」[6]が開校、中学科を設置[7]。
  - 10月 -「堺県師範学校分局郡山学校」[6][注釈 2]と改称。
- 1881年
  - 1月 - 郡山城址二の丸に校舎を新築[7]。
  - 3月 -「大阪府立堺師範学校分校郡山学校」[6][注釈 3]と改称。
  - 7月 - 郡山学校を廃止。

#### 郡山中学校（大阪府立）・郡山尋常中学校（大阪府立）・奈良県郡山尋常中学校
- 1881年
  - 10月 - 大和国中学献金を基に、中学校教則大綱による「大阪府立郡山中学校」を開設[8]。
- 1886年
  - 大阪府立芝村中学校を吸収合併[8]。
  - 10月 - 中学校令[注釈 4]施行に伴い、「大阪府立郡山尋常中学校」と改称。
- 1887年11月 -「奈良県郡山尋常中学校」[注釈 5]と改称[7]。

#### 奈良県尋常中学校・奈良県郡山中学校・郡山中学校・郡山高等学校（男子校）
- 1893年10月1日 - 奈良県吉野尋常中学校と統合する際、新設合併により、郡山城址二の丸に奈良県尋常中学校を開設[7]。この年を創立年、この日を創立記念日とする。
- 1896年4月1日 - 奈良県中部に畝傍分校を、県南部に五條分校を設置。
- 1899年
  - 4月1日 - 中学校令改正[注釈 6]に伴い、畝傍分校を分離し、奈良県畝傍中学校として独立させる。
  - 7月 - 五條分校を分離し、奈良県五條中学校として独立させる。奈良県郡山中学校と改称[7]。
- 1901年6月- 奈良県立郡山中学校と改称。
- 1913年（大正2年）8月 - 校訓「誠実・剛毅・雄大」を制定。
- 1943年（昭和18年）4月1日 - 中等学校令の施行により、この時の入学生から修業年限が従来の5年から4年に短縮される。
- 1944年- 勤労動員が開始。
- 1945年
  - 3月 - 教育ニ関スル戦時非常措置方策により、修業年限短縮の前倒しが行われ、5年生と4年生の合同卒業式を挙行[注釈 7]。
  - 4月 - 戦況の悪化により授業が停止される。ただし勤労動員は継続される。
  - 8月 - 終戦。
  - 9月 - 授業が再開される。
- 1946年4月1日 - 修業年限が5年に戻る（4年で卒業することもできた）。
- 1947年4月1日 - 生徒募集を停止し、「奈良県立郡山中学校併設中学校」（新制；以下、併設中学校）[注釈 8]を併設。
- 1948年
  - 4月1日 -「奈良県新制高等学校設置要項」（暫定案）により、奈良県立郡山中学校を奈良県立郡山高等学校（新制；男子校）に転換[注釈 9]。併設中学校を継承し、「奈良県立郡山高等学校併設中学校」に改称[注釈 10]。
  - 5月 - 同窓会を冠山会と命名。

#### 郡山高等学校
- 1948年
  - 9月1日 - 「奈良県公立新制高校実施要項」[注釈 11]により、奈良県立郡山高等学校（男子校）、郡山町立郡山城東高等学校（女子校）、奈良県立郡山農業高等学校の3校を統合し、通常制普通科課程を置く奈良県立郡山高等学校（総合制）を開設。男女共学を開始。
  - 11月 - 通常制農業課程を設置。
- 1949年3月31日 - 併設中学校を閉校、廃止。
- 1950年4月1日 - 定時制普通課程を設置。
- 1956年4月1日 - 通常制女子課程（家庭課程）を設置。
- 1958年4月1日 - 農業課程を分離し、奈良県立郡山農業高等学校として独立させる。
- 1960年4月1日 - 理科館が完成。
- 1962年4月1日 - 奈良県教育委員会規則改正により設置課程の名称を改称。
  - 通常制を「全日制課程」、定時制を「定時制課程」に改称。普通課程を「普通科」、家庭課程を「家庭科」に改称。
- 1963年10月 - 創立70周年を記念して新体育館と冠山会館（同窓会館）が完成。
- 1964年3月31日 - 定時制課程普通科を廃止。
- 1968年3月31日 - 全日制課程家庭科を廃止。
- 1969年3月 - 東館（特別教室）が完成。
- 1974年1月 - 鉄筋コンクリート造2階建ての校友会館が完成。
- 1983年6月 - 創立90周年を記念して日本庭園「共慶園」が完成。
- 1992年（平成4年）9月 - 創立100周年を記念して新本館が完成。
- 1993年10月 - 創立100周年記念式典を挙行。
- 2000年3月 - 新武道場が完成。
- 2004年4月1日 - 奈良県立城内高等学校（城内の読みは「じょうない」）を統合。従来の校舎を「冠山学舎」と、旧・城内高校の校舎を「城内学舎」と呼称し、城内学舎については主に1、2年生の学舎として使用された。
- 2006年4月1日 - 旧・城内高校の創立100周年にあたる。
- 2014年10月31日 - 創立120周年記念式典を挙行[注釈 12]。
- 2018年
  - 3月31日 - 城内学舎を閉鎖。
  - 4月1日 - 3学年とも冠山学舎での教育を開始。
- 2021年（令和3年）2月 - このころ、前年2月から進められていた旧・城内学舎の解体撤去工事が完了（体育館を除く）。
- 2023年10月11日 - 創立130周年記念式典を挙行[注釈 13]。
- 2024年4月 - 県教育委員会より進学教育重点校に指定される[注釈 14]。

#### 郡山城東高等学校（女子校）
- 1911年（明治44年）4月1日 - 郡山町立実科高等女学校が開校。
- 1920年（大正9年）4月1日 - 奈良県郡山高等女学校（町立）と改称。
- 1947年（昭和22年）4月1日 - 生徒募集を停止し、「奈良県郡山高等女学校併設中学校」（新制；以下、併設中学校）を併設。
- 1948年4月1日 - 「奈良県新制高等学校設置要項」（暫定案）により、奈良県郡山高等女学校を郡山町立郡山城東高等学校（新制・女子校）に転換。

#### 郡山農業高等学校
- 1906年（明治39年）4月1日 - 奈良県生駒郡立農学校（実業学校）が創立される。
- その後、移管などにより奈良県立生駒農学校、奈良県立郡山園芸学校、奈良県立郡山農学校に改称[9]。
- 1948年（昭和23年）4月1日 - 「奈良県新制高等学校設置要項」（暫定案）により、奈良県立郡山農学校を奈良県立郡山農業高等学校（新制）に転換。

## 基礎データ

### 所在地
- 奈良県大和郡山市城内町1番26号

### 通学区域
- 奈良県内全域

## アクセス
- 奈良交通「郡山市役所」停留所より西へ約250m（徒歩約4分）
- 近鉄橿原線「近鉄郡山駅」より北へ約500m（徒歩約7分）
- JR大和路線「郡山駅」より西へ約1.2km（徒歩約17分）

### 象徴

#### 校章
2004年（平成16年）の統合で新しい郡山高等学校がスタートし、新たに校章が作られた。郡山高等学校、城内高等学校それぞれの創立以来のシンボルである「桜」、「うまごやし」を重ね合わせ、それらを郡山城址の石垣が支えている形を図案化したものである。中央に校名の「郡高」の文字を縦書きで置く。
「桜」は、旧制中学校からの伝統を引継ぎ、生徒の心の美しさと能力の開花、そして自己表現を表しており、「うまごやし」は、万物の母である土を豊かにするもので、生徒が豊かに育つ恵まれた教育土壌・環境を表している。そして、それらを歴史と伝統の象徴である「石垣」が力強く支え、揺るぎない存在感を表すとともに、更なる発展への願いが込められている。
現校章の制定に際し、郡高及び城内高の卒業生多数から反対意見が寄せられた。

#### 校歌
作詞は岡本敬、作曲は山岸貞一による。歌詞は3番まであり、各番に校名の「郡高」が登場する。

## 設置する課程、学科及び定員
- 全日制課程
  - 普通科 - 1,116名（募集人員360名：一般選抜）

2015年（平成27年）度まで募集人員は400名（10クラス）であったが、2016年度より40名（1クラス）減員での生徒募集となる。2022年度および2023年度は18名増員での生徒募集が実施された。
生徒数は1,000名超、教職員数は約100名の大規模校である。男子生徒よりも女子生徒が多い。

## 教育課程
2000年度（平成12年度）から2007年度まで65分授業（5限）を行っていたが、2008年度から、50分授業（6限、火・木は7限）を行うこととなった。2年より文系と理系に分かれるシンプルな教育課程となっている。3年より選択科目を増やして様々な進路に対応できるようにしている。

## 学校行事
1学期
- 4月 - 入学式・新入生歓迎会
- 5月
  - 体育大会 - 奈良県立橿原公苑陸上競技場で行われる。
  - 生徒会新旧交代式
- 6月 - 球技大会[注釈 15]
- 7月
  - 表彰式・全校集会
  - 野球応援

2学期
- 9月
  - 郡高祭（文化祭） - 二日間にわたって開催される。
  - 修学旅行・校外学習
- 10月 - 学校説明会・体験入学
- 11月 - 授業参観・育友会教育講演会

3学期
- 1月 - カルタ大会
- 2月 - 冠山会入会式・3年生を送る会
- 3月
  - 卒業証書授与式
  - 進路実現発表会

## 部活動
文化部
- 新聞局
- 放送局
- 解放研
- 吹奏楽部
- 応援局
- 合唱部
- 筝曲部
- 演劇部
- 茶道部
- 華道部
- 科学部 - 電気班・天文班・化学班
- 生物部
- 書道部
- 写真部
- 美術部
- 文芸部
- E.S.C（English Speaking Club）
- 歴史部
- 軽音楽同好会
- 囲碁将棋同好会

運動部
- 硬式野球部 - 旧制中学校時代を含め、春の甲子園センバツ大会に6回、夏の甲子園選手権大会に6回の各出場経験がある。
  - 春のセンバツ甲子園大会 - 1971年（第43回）・1978年（第50回、ベスト8進出）・1982年（第54回、ベスト8進出）・1995年（第67回）・1997年（第69回）・1998年（第70回、ベスト8進出）
  - 夏の甲子園大会 - 1933年（第19回、ベスト8進出）・1966年（第48回）・1971年（第53回、ベスト4進出）・1974年（第56回、ベスト8進出）・1993年（第75回）・2000年（第82回）
  - かつて1963年度から2009年度迄の47年間、森本達幸が同高野球部の監督として采配。奈良代表の甲子園常連校である天理・智弁学園と共に、「奈良御三家」とも呼ばれていた。
- 陸上競技部
- ソフトテニス部
- バスケットボール部
- バレーボール部
- バドミントン部
- ソフトボール部
- 卓球部
- 体操部
- ハンドボール部
- サッカー部 - 第93回全国高等学校サッカー選手権大会出場
- 水泳競技部
- 柔道部
  - 平成25年度近畿高等学校柔道新人大会（男子個人81kg）出場
- 剣道部　全国大会多数出場
- 弓道部
- 山岳部
- ホッケー部

## 高校関係者と組織

### 高校関係者組織
併合校2校の同窓会と存続校の同窓会が統合されている。
- 奈良県立郡山高等学校学校運営協議会 - 保護者、地域住民、校長、関係行政機関の職員の中から委嘱された委員による機関。学校運営及び当該運営への必要な支援に関して協議する。
- 冠山会（かんざんかい） - 前身学校を含む卒業生による同窓会組織
- 奈良県立郡山高等学校育友会 - 生徒保護者による保護者会組織で、会員は入会金及び年会費を納入する。
- 奈良県高等学校PTA協議会 - 奈良県立教育研究所内に事務局を置くPTA協議会。奈良県立郡山高等学校育友会の会員をもって会員とし、会員は単位PTA分担金として会費を納入する。

## その他
- 1922年に吉野周辺を登山している郡山高等女学校生徒の映像（『吉野群峯』内務省製作）が2018年に再発見される。奈良県内を撮影した映像としても最古のものとなっている[12]。